# Дума Таймырского (Долгано-Ненецкого) автономного округа
Дума Таймырского (Долгано-Ненецкого) автономного округа — законодательный (представительный) однопалатный орган государственной власти Таймырского (Долгано-Ненецкого) автономного округа, являлся постоянно действующим высшим и единственным органом законодательной власти области.
На основании части 1 ст. 104 Конституции Российской Федерации, обладал правом законодательной инициативы.

## История

### 1 созыв (1994—1999)
1995 года были избраны 11 депутатов на четыре года.

### 2 созыв (1999—2005)
В конце 1999 года были избраны 10 депутатов на четыре года.

### 3 созыв (2005—2006)
23 января 2005 года были избраны 14 депутатов на 5 лет (из-за объединения в Красноярский край срок полномочий составил 2 года), 7 из которых избирались по одномандатным избирательным округам и 7 по партийным спискам. Победу на выборах одержала «Единая Россия», получившая 31,16% голосов по партийным спискам (3 места) и 2 в одномандатных округах.

## Преобразование
После референдума 17 апреля 2005 года был образован  1 января 2007 года Таймырский район, а окружная дума преобразован в Думу Таймырского Долгано-Ненецкого муниципального района. 15 марта 2010 года на основании Устава муниципального района Дума Таймырского Долгано-Ненецкого муниципального района переименована в Таймырский Долгано-Ненецкий районный Совет депутатов.

## Председатель
- Забейворота, Александр Иванович (17 мая 1995 — 19 декабря 1999)
- Ситнов, Виктор Владимирович (12 января 2000 — 7 декабря 2003)
- Герасимов, Александр Вениаминович (13 января 2004 — 23 января 2005)
- Батурин, Сергей Владимирович (25 февраля 2005 — 31 декабря 2006)